# Pastoralni koncert (Tizian)
Pastoralni koncert ali Le Concert Champêtre je oljna slika iz okoli leta 1509 pripisana italijanskemu renesančnemu mojstru Tizianu. Prej so jo pripisovali njegovemu sonarodnjaku Benečanu in sodobniku Giorgioneju. Zdaj je v Musée du Louvre v Parizu.
Ta slika je nastala med približno letoma 1509 in 1510; točen datum njenega nastanka ni znan. To obdobje predstavlja tudi burno obdobje v zgodovini Benetk, še posebej vojno Cambraiške lige leta 1509. Umetnostni zgodovinar Jonathan Unglaub meni, da je bila ta slika naslikana kot odgovor na vojno in je zagotavljala »idilično zatočišče pred pustošenjem zgodovine.«
Izraz Concert Champêtre je leta 1754 prvič uporabil Nicolas Bernard Lépicié za opis te slike. Toda ko je leta 1792 vstopila v Louvre, je dobila naslov Fête champêtre, žanr, ki naj bi temeljil na tej sliki. Verjame se, da vizualno prikazuje renesančno občudovanje klasične poezije, bistvene vrednote humanizma. Ta slika velja tudi za izvor posebne zvrsti pastoralnih slik, zaradi svoje povezave s pastoralno poezijo, kot jo vidijo mladi moški, ki se zbirajo v bujnem, slikovitem zelenju italijanskega podeželja. Pastoralni koncert ali žanr Fête Champêtre opisujejo kot srečanje v slikoviti pokrajini. Običajno so mladi moški zbrani skupaj v ustvarjalnem iskanju, sedeči na pokrajinski travi. Slike same so skoraj vedno alegorije ali upodobitve mitoloških likov. To je žanr iz 16. stoletja; v francoskem tipu iz 18. stoletja so ženske zelo vidne.
Ta slika je primer beneške šole italijanske renesančne umetnosti. Za slike iz Benetk je značilno, da imajo bogate barvne sheme, ki ustvarjajo »topel sijaj« in poudarjajo  predvsem naturalizem. Beneške slike imajo tudi posebnost v mitoloških in alegoričnih temah. Edinstvena uporaba barve je znana kot colorito in je bila najpogosteje najdena v beneškem slikarstvu.
Pokroviteljstvo te slike še danes ni znano. Isabella d'Este je možna kandidatka za pokroviteljico zaradi tako imenovane scene bagno, ki jo je naročila za svojega brata Alfonsa I. d'Este, vojvodo Ferrarskega. Kljub temu se zdaj šteje, da beseda bagno opisuje sliko Palme Vecchia, še enega beneškega slikarja, ki je deloval v istem obdobju.

## Opis
Slika prikazuje tri mlade na travniku, ki skupaj igrajo glasbo. Ob njih stoječa ženska toči vodo iz marmornatega korita. Ženske so gole, razen draperije, padle na noge; moška sta oblečena v sodobno beneško nošo iz 16. stoletja. V prostranem pastoralnem ozadju sta pastir in pokrajina.
Kot je običajno pri zgodnjih beneških slikah, ni risb, ki bi bile jasno povezane s to sliko, vendar so bile nekatere figuralne risbe morda uporabljene kot viri za posamezne figure. Te verjetno izhajajo iz Giorgionejevega kroga, prav tako slikar.

### Interpretacija
Predlagano je bilo, da je slika morda komentar na paragon, znanstveno razpravo v času renesanse, ki je poskušala določiti bodisi slikarstvo bodisi kiparstvo kot vrhunsko umetniško obliko. Benetke so bile eden od umetniških epicentrov paragona med pojmoma disegno in colorito, pri čemer je bil slednji zaščitni znak beneške umetnosti. Predlaga se, da bi ta slika lahko bila umetniški argument, ki bi pokazal, kako so slikarstvo in tehnike colorita boljše od risbe, ki je bila skupna florentinski umetnosti. Nekateri najbolj znani umetniki kolorita iz beneške renesanse so Giorgione, Tizian, Giovanni Bellini in Jacopo Bellini.

### Lokacija
Sliko razumemo kot pastoralno pokrajino na italijanskem podeželju. V zgodovinskih dokumentih ni izrecno navedeno ali opisano, kje točno je ta slika postavljena. Kljub temu, ker prihaja iz Benetk, obstaja velika možnost na beneškem podeželju. Glavna posebnost beneškega slikarstva so krajinske slike, posebej idilične pokrajine, kot je Locus amoenus, ki subjekte postavijo na beneško podeželje. Ta slika prikazuje travnik s pokrajino, ki ima široka pobočja navzdol do izvira vode. Pomešan s to idilično pokrajino s stavbami, ki se ujemajo s tipičnim slogom mesta/vil beneške mestne države iz 16. stoletja.
Christiane Joost-Gaugier nakazuje, da je bila pokrajina na sliki izmišljeno prizorišče, ki ga je navdihnila Vergilijeva Bukolika, natančneje številka tri in osem. Pokrajinske podrobnosti slike nakazujejo na ta poseben epilog, ker pastirjev nastop z dudami aludira na možen prizor, ki prikazuje tekmovanje v petju Teokrita iz Horacijeve Ode ali Vergilijeve Bukolike (3,7).

### Klasične reference
Tema je bila morda alegorija poezije in glasbe; obe ženski sta lahko namišljena prikazen, ki predstavlja idealno lepoto, ki izhaja iz fantazije in navdiha obeh moških. Ženska s stekleno vazo bi bila muza tragične poezije, druga pa pastoralne poezije. Od obeh igralcev naj bi tisti z lutnjo predstavljal vzvišeno liriko, drugi pa bi bil navaden lirik, po Aristotelovem razlikovanju v svoji Poetiki. Druga interpretacija nakazuje, da slika evocira štiri elemente naravnega sveta (vodo, ogenj, zemljo in zrak) in njihovo harmonično razmerje.
Druga teorija pravi, da je predmet te slike alegorična interpretacija Teokritove pesmi o Dafnisu, pastirju, ki naj bi bil utemeljitelj pastoralne poezije. Philipp Fehl se sklicuje na to pesem v svoji teoriji o identiteti žensk na slikah. Teokrit opisuje Arkadijo kot deželo, iz katere izvira grški bog Pan. Arkadijo si je Jacopo Sannazaro zamislil kot »raj« v svoji pastoralni pesmi Arcadia iz 15. stoletja, priljubljeni po Benetkah in okoliških mestnih državicah. Domneva se, da nimfe okoli sebe ustvarijo Arkadijo, zaradi česar je Arkadija duhovno stanje obstoja, ki ga nekdo vzpostavi. Philipp Fehl tudi domneva, da ta slika simbolizira Besnečega Rolanda Ludovica Ariosta, izjemno priljubljeno epsko pesnitev v začetku 16. stoletja. Eden najbolj znanih Ariostovih pokroviteljev je bil Ippolito d'Este in njegova starejša sestra Isabella d'Este, možna pokroviteljica te slike.
Teorija Julie Marianne Koos nakazuje, da je slika alegorija za diskurz ljubezni. V italijanski renesansi je veljalo, da je narava »ogledalo zaljubljenčeve duše in idilično zatočišče«. Ta posebna slikarska alegorija o ljubezenskem diskurzu naj bi izvirala iz pesniškega razmišljanja Pietra Bemba o želji, kot je njegova pesem Asolani. Koncept »želje«, prikazan v umetnosti, je bil v 16. stoletju vroča razprava, kot je razvidno iz spisov, kot je Trattato della pittura Leonarda da Vincija.
Umetnostni zgodovinar Ross Kilpatrick nakazuje, da sta bili dve starodavni literarni besedili, Horacijevo Poslanice in Propercijevo Elegije, pomembni deli navdiha za to sliko.

## Identiteta figur
Vodilno teorijo o identiteti žensk na sliki je leta 1957 predstavil Phillipp Fehl, ki je domneval, da so ženske nimfe, manjše starogrške boginje in ne ljudje. Določa, da so bile nimfe zvabljene iz gozda k glasbi, ki so jo ustvarjali moški v pastorali. Fehl prav tako trdi, da so te ženske nimfe nevidne moškim na sliki, vendar so vidne nam, gledalcu. Tudi po Fehlu je najbližje pesniško delo, ki ustreza tej sliki, Sen kresne noči Williama Shakespeara (očitno Tizianu povsem neznano, saj je bilo napisano veliko pozneje). Za podporo svoji teoriji o tem, da so nimfe nevidne človeškim očem, uporabi ta odlomek iz Sen kresne noči:
»Ampak kdo pride sem? Jaz sem neviden in bom slišal njihovo konferenco.«
Uporaba nimf iz starogrške mitologije je običajna za italijanske renesančne slike zaradi globokega cenjenja antike Grčije in Rima, kar je pogost vidik renesančnega humanizma.
Holberton se strinja, da so nimfe iz gozda, ki jih premami lepota glasbe, vendar meni, da so vidne moškim.
Elhanian Motzkin identificira golo žensko figuro na levi kot navdih, desno pa kot Evterpo, grško muzo glasbe. Poleg identifikacije ženskih figur je Motzkin izpostavil tudi identiteto moških. Na podlagi prvotnih teorij Phillippa Fehla Motzkin moške identificira kot Apolona in Parisa, pri čemer je Apolon učil Parisa igrati lutnjo. Predpostavlja tudi, da je prej neznani pastir v skrajnem desnem ozadju Parisov posvojitelj. Slednji ga je vzgojil, potem ko sta ga zapustila starša Priam in Hekaba.
Na tej sliki je več negotovih vprašanj, najbolj opazna je vključitev ženske figure na levi, ki iz čistega vrča izliva vodo v vodnjak. Ross Kilpatrick je teoretiziral, da medtem ko identiteta ženske na levi ni znana, je umetnik navdih morda črpal iz Horacijevih pisem, ki postavljajo Horacija v porečje Bandusovega izvira, mistično vodno telo, ki se pojavi tudi v Propercijevem delu. Koncept »mističnega izvira« se predstavlja v pismih in se nanaša na grško muzo Kaliopo. Mesto Vile Sabine, vključeno v Horacijevih pismih 2.2, ima sladkovodni izvir, iz katerega Kaliopa zbira vodo. V Horacijevi pesmi ima samo mesto vodnjak z napisom: »Bandusijski izvir, bolj bleščeč kot steklo«. Kirkpatrick meni, da bi to lahko bil navdih za vključitev figure, ki zliva vodo.

## Pripisovanje
Pripis te slike je bil dolgo predmet razprave. Prej so verjeli, da je bil umetnik Giorgione. Kasnejša analiza slike je pokazala, da je njen ustvarjalec Tizian, sprva Giorgionejev sledilec. Ni dokumentacije, ki bi dokazovala pripisovanje. Christiane Joost Gaugier je predlagal, da bi Giorgione začel slikati, vendar je umrl leta 1511, preden je sliko dokončal. Verjame, da je Tizian, Giorgionejev varovanec, dokončal sliko v čast svojega umrlega mentorja. Gaugier navaja, da lutnjist v rdeči barvi na levi simbolizira mladostnega Giorgioneja, ki je sredi poučevanja rustikalnega človeka lutnje, moža, ki ga razumejo kot mladega Tiziana. Gaugier razume to sliko kot alegorijo odnosa med mentorjem in varovancem, ki sta si ga delila umetnika.
Sliko so pripisali tudi Palmi Starejšemu, Sebastianu del Piombu, Domenicu Manciniju in Giovanniju Belliniju. Te teorije pa zaradi pomanjkanja zgodovinskih dokazov in restavratorskih prizadevanj niso tako pogoste kot pripisovanje Tizianu ali Giorgioneju. Teorija o pripisovanju Domenicu Manciniju se je uveljavila, ko so bili analizirani kontekstualni dokazi in zgodovinski dokumenti.

### Giorgione
Giorgioneju so Pastoralni koncert pripisovali vse do 20. stoletja, predvsem zato, ker je bil Giorgione sam vključen v Življenja najodličnejših slikarjev, kiparjev in arhitektov Giorgia Vasarija. Čeprav v knjigi ni izrecno imenovan, je ta odlomek sklepan: »glasbenik, ki je igral lutnjo za glasbenike in nenehno užival užitke ljubezni«. Ta odlomek se nanaša na umetnika, ker se opis tako zelo ujema s predmetom te slike. Delo, za katerega je znano, da ga je naslikal Giorgione, Nevihta, je omenjeno v Pastoralnem koncertu z uporabo barvnih nogavic, ki jih nosijo moški podaniki, simbol Compagnie della Calza, elitnega patricijskega reda mladih moških.

### Tizian
Sliko so sprva pripisovali Giorgioneju, sodobni kritiki pa menijo, da je bolj verjetno delo mlajšega Tiziana. Robustnost figur velja za bolj značilno za njegov slog. Tizianovo sliko Adrianci je uporabil Phillip Fehl, da prikaže Tizianovo uporabo simboličnih detajlov, da bi to sliko pripisal Tizianu. Tizianova povezava s pokroviteljstvom rodbine Este je dokaz, da je Tizian avtor te slike.
Sama slika se bližje Tizianovemu umetniškemu slogu zaradi umetnikove uporabe simboličnih drobnih podrobnosti in rubenskih teles v žanru beneškega slikarstva.

### Domenico Mancini
Teorija, ki jo je postavil Charles Hope in podprl Holberton nakazuje, da je avtor slike Domenico Mancini, sodobni slikar in sledilec Giorgioneja in Tiziana. Mancinijeva oltarna slika v cerkvi Santa Sofia, Lendinara je slogovno podobna Pastoralnemu koncertu, prav tako njegova Madona s svetima Frančiškom in Rokom. Slednja slika je datirana v leto 1511, kar je zelo blizu časovnice dokončanja te slike. Kot je opazil Hope, sam Pastoralni koncert ni bil očiščen. Nemogoče je reči, ali bi bila slika Mancinijeva brez ustrezne restavracije. Mancini je bil kot umetnik znan po tem, da si je izposodil elemente in posnemal slog nekaterih italijanskih mojstrov. Njegova slika Madona s svetima Frančiškom in Rokom se pomembno zgleduje po oltarju San Zaccaria Giovannija Bellinija.

## Izvor
Zdi se, da slika ni bila znana vse do 18. stoletja. Lastnik tega dela je bila družina Gonzaga, gospodje Mantove, italijanske mestne države. Slika je bila kasneje približno leta 1627 prodana angleškemu Karlu I., verjetno jo je pridobil Henry Fitzalan, 12. grof Arundelski, tesen prijatelj in dvorjan na dvoru Karla I.. Ko so bile angleške kraljeve zbirke po revoluciji leta 1649 razpršene, je Commonwealth sliko prodal na dražbi nemškemu bankirju in zbiratelju umetnin Eberhardu Jabachu. On pa jo je leta 1671 prodal Jean-Baptiste Colbertu v imenu Ludvika XIV. Slika je bila pozneje leta 1736 v lasti Françoise-Athénaïs de Rochechouart, sina markize de Montespan, Duc d' Antina in njegove zbirke v Versajski palači. Po letu 1792 je bila slika med francosko revolucijo prenesena iz francoske kraljeve umetniške zbirke v muzej Louvre. V njihovi zbirki ostaja do danes.
Kopije te slike so bile široko dostopne, večinoma na Nizozemskem, reprodukcije pa so pogosto našli na nizozemskem umetniškem trgu v Amsterdamu.

## Kulturni vpliv
Nizozemski umetnik Jan de Bisschop je kopiral Pastoralni koncert za gravuro kot del svoje tradicionalne prakse kopiranja umetnosti italijanskih renesančnih mojstrov. Eugène Delacroix naj bi prav tako naredil kopijo te slike, potem ko jo je videl v Louvru leta 1824. Kopija je zdaj izgubljena, vendar se govori, da je bilo beneško delo eden od navdihov za njegovo sliko Ženske iz Alžira. Nekateri drugi umetniki, za katere se govori, da so kopirali Pastoralni koncert, so Edgar Degas in Henri Fantin-Latour. Édouard Manet je svoj Zajtrk na travi zasnoval po ogledu prejšnjega dela v Louvru.
Dante Gabriel Rossetti je v Louvru napisal pesem z naslovom Giorgionejeva beneška pastorala, ki je bila izrecno napisana o tej sliki. Njegova poezija je bila ustvarjena, da bi bralca trikotno premikala po platnu in skakala od teme do teme. Ta specifičen sonet je bil leta 1870 vključen v njegove Pesmi.